# Carlos Cruz (boxeador)
Carlos Teófilo Rosario Cruz (Santiago, 24 de noviembre de 1937–Mar Caribe, 15 de febrero de 1970) fue un boxeador profesional dominicano que llegó a consagrarse campeón mundial de peso ligero.
Cruz fue el primer boxeador dominicano en ganar un título mundial y por ello es considerado un símbolo de su país.

## Biografía
Su hermano menor fue Leo Cruz, también un destacado boxeador. Carlos se casó con Milfred Ortiz y tuvieron dos hijos.
Falleció en el accidente del vuelo DC-9 de Dominicana de Aviación que se estrelló.

## Carrera
Residió en San Juan, Puerto Rico. Allí, registró un récord de 7 victorias (5 KO's) y 2 derrotas antes de regresar a Santo Domingo en 1962. A fin de año comenzó a hacer campaña en los Estados Unidos, particularmente en Nueva York; ganó 4 y empató 1, todas por decisión.
Pasó la primera mitad de 1964 recorriendo Australia, donde ganó 2 peleas y perdió una.

### Hernández vs. Cruz
Regresó a América Latina donde en Caracas enfrentó al campeón del mundo: Carlos Hernández, perdió por KO en el cuarto round.

### Ortiz vs. Cruz
Ganó tres peleas más para comenzar en 1968, y luego, el 29 de junio en Santo Domingo, tuvo la primera oportunidad de competir por un título mundial. Se convirtió en campeón mundial cuando derrotó a Carlos Ortiz por decisión en quince asaltos.

### Cruz vs. Ramos
Defendió exitosamente el título mundial con una decisión de quince asaltos sobre Mando Ramos en Los Ángeles, Estados Unidos.

### Cruz vs. Ramos II
Hubo una revancha contra Ramos, también celebrada en Los Ángeles. La segunda vez, Ramos se convirtió en campeón mundial al vencer con un nocaut en once asaltos.